# 苦 (仏教)
仏教における苦（く、巴: dukkha、梵: दुःख, duḥkha、蔵: sdug pa）とは、苦しみや悩み、精神や肉体を悩ませる状態を指す。対義語は楽。
仏教は無常、苦、無我の３つで三相を形成する。四諦の４つすべては苦に関する真理である。仏教は、この苦の滅尽をめざす学問体系である。

## 語源
「ドゥッカ」の「ドゥッ」(duḥ = dus)は、「悪い」という意味、「カ」(kha) は「空間」、「穴」の意味である。ウィンスロップ・サージェント(Winthrop Sargeant)によれば、「ドゥッカ」という言葉は車軸が真ん中を通っておらず、乗り心地の悪い様に由来するという。サージェントによれば、ドゥッカとは、もともと「悪い車軸の穴」というような意味をもち、転じて「不快」を意味した。

## 四苦八苦
四諦のひとつ、苦諦で説かれたもの。
- 生苦
- 老苦
- 病苦
- 死苦
- 愛別離苦
- 怨憎会苦
- 求不得苦
- 五蘊取蘊

## 三苦
苦の持つ様相・状態（dukkhatā）を三苦といい、苦苦、壊苦（えく）、行苦の三つである。

Tisso imā āvuso dukkhatā, dukkhadukkhatā saṅkhāradukkhatā vipariṇāmadukkhatā. Imā kho āvuso tisso dukkhatāti. 
友よ、苦には三相がある。苦苦相、行苦相、壊苦相。友よ、これが三苦相である。
—パーリ仏典,  相応部ジャンブカーダカ相応 Dukkha-pañhā-sutta, Sri Lanka Tripitaka Project

## 様々な解釈
「dukkha」と「苦しみ」は異なり、「苦しみ」は、dukkhaの一部にすぎないとする立場もある。アルボムッレ・スマナサーラによると、釈迦の説くdukkhaは、現代語の「苦」とは別物である。現代語の苦は具体的には、肉体的な苦痛と精神的な苦痛とがあるが、スマナサーラによれば仏教で説くdukkhaには、「苦しみ」、「虚しい事」、「不完全である事」、「無常である事」の4つの意味が含まれるという。

## 英訳について
仏教経典の現代的な翻訳者は、さまざまな英単語を使用して duḥkha の側面を伝えている。初期の西洋の経典翻訳者（1970年代以前）は、一般的にパーリ語の dukkha をsufferingと翻訳していた。後の翻訳者は、sufferingでは duḥkha という用語の翻訳が限定的すぎることを強調し、duḥkha と未翻訳のままにするか、anxiety、stress、frustration、unease、unsatisfactorinessなどの用語でその翻訳を明確にすることを好んだ。多くの現代の師、学者、翻訳者は、unsatisfactorinessという用語を使用してdukkhaの微妙な側面を強調している。
- Suffering (Harvey, Williams, Keown, Anderson, Gombrich, Thich Nhat Hanh, Ajahn Succito, Chogyam Trungpa, Rupert Gethin, Dalai Lama, et al.)
- Pain (Harvey, Williams, Keown, Anderson, Huxter, Gombrich, et al)
- Unsatisfactoriness (Dalai Lama, Bhikkhu Bodhi, Rupert Gethin, et al.)
- Stress (Thanissaro Bhikkhu[16][17])
- Sorrow
- Anguish
- Affliction (Brazier)
- Dissatisfaction (Pema Chodron, Chogyam Trunpa)
- Distress (Walpola Rahula)
- Frustration (Dalai Lama, Four Noble Truths, p. 38)
- Misery
- Anxiety (Chogyam Trungpa, The Truth of Suffering, pp. 8–10)
- Uneasiness (Chogyam Trungpa)
- Unease (Rupert Gethin)
- Unhappiness